# Dendrobium sladei
Dendrobium sladei är en orkidéart som beskrevs av Jeffrey James Wood och Phillip James Cribb. Dendrobium sladei ingår i släktet Dendrobium, och familjen orkidéer. Inga underarter finns listade i Catalogue of Life.